# Etienne Amenyido
Etienne Amenyido (Herford, 1 maart 1998) is een Duits voetballer die bij voorkeur speelt als spits. Hij is een zoon van een Togolese vader en Duitse moeder.

## Clubcarrière
Amenyido doorliep vanaf 13-jarige leeftijd de jeugdopleiding van Borussia Dortmund waarmee hij in 2016 en 2017 kampioen werd van de U19-Bundesliga. Op 13 november 2016 maakte hij zijn interland-debuut in Duitsland –19 waarmee hij in juli 2017 ook deelnam aan het EK in Georgië. 
In het seizoen 2017/18 werd de jeugdinternational door de Dortmundse clubleiding toegevoegd aan het beloftenteam dat uitkomt in de Regionalliga West. Op 30 juli 2017 maakte Amenyido daar zijn competitiedebuut in de thuiswedstrijd tegen Rot-Weiss Essen (2-2).
Enkele weken later werd de spits voor de duur van een jaar uitgeleend aan eredivisionist VVV-Venlo. In januari 2018 keerde hij vervroegd terug naar Dortmund. Een half jaar later vertrok hij naar VfL Osnabrück waar hij een eenjarig contract tekende, met een optie voor nog een seizoen. In juni 2021 werd hij overgenomen door FC St. Pauli. Naar verluidt ontving VfL Osnabrück een transfersom van 400.000 euro. In de zomer van 2024 vertrok Amenyido transfervrij naar promovendus SC Preußen Münster, waardoor hij actief bleef in de 2. Bundesliga.

## Statistieken

### Beloften
| Seizoen                    | Club                 | Competitie        | Competitie | Competitie | Overig | Overig | Totaal | Totaal |
| Seizoen                    | Club                 | Competitie        | Wed.       | Dlp.       | Wed.   | Dlp.   | Wed.   | Dlp.   |
| -------------------------- | -------------------- | ----------------- | ---------- | ---------- | ------ | ------ | ------ | ------ |
| 2017/18                    | Borussia Dortmund II | Regionalliga West | 1          | 0          | —      | —      | 1      | 0      |
| 2021/22                    | FC St. Pauli II      | Regionalliga Nord | 1          | 0          | —      | —      | 1      | 0      |
| 2023/24                    | FC St. Pauli II      | Regionalliga Nord | 1          | 0          | —      | —      | 1      | 0      |
| Totaal beloften            | Totaal beloften      | Totaal beloften   | 3          | 0          | 0      | 0      | 3      | 0      |
| Bijgewerkt op 22 juli 2024 |                      |                   |            |            |        |        |        |        |

### Senioren
| Seizoen                                | Club               | Competitie     | Competitie | Competitie | Beker | Beker | Overig1 | Overig1 | Totaal | Totaal |
| Seizoen                                | Club               | Competitie     | Wed.       | Dlp.       | Wed.  | Dlp.  | Wed.    | Dlp.    | Wed.   | Dlp.   |
| -------------------------------------- | ------------------ | -------------- | ---------- | ---------- | ----- | ----- | ------- | ------- | ------ | ------ |
| 2017/18                                | → VVV-Venlo        | Eredivisie     | 2          | 0          | 2     | 1     | —       | —       | 4      | 1      |
| 2018/19                                | VfL Osnabrück      | 3. Liga        | 22         | 2          | —     | —     | 2       | 1       | 24     | 3      |
| 2019/20                                | VfL Osnabrück      | 2. Bundesliga  | 20         | 3          | 1     | 1     | —       | —       | 21     | 4      |
| 2020/21                                | VfL Osnabrück      | 2. Bundesliga  | 25         | 2          | 2     | 0     | 2       | 1       | 29     | 3      |
| 2021/22                                | FC St. Pauli       | 2. Bundesliga  | 13         | 3          | 2     | 1     | —       | —       | 15     | 4      |
| 2022/23                                | FC St. Pauli       | 2. Bundesliga  | 13         | 1          | 1     | 0     | —       | —       | 14     | 1      |
| 2023/24                                | FC St. Pauli       | 2. Bundesliga  | 19         | 1          | 3     | 0     | —       | —       | 22     | 1      |
| 2024/25                                | SC Preußen Münster | 2. Bundesliga  | 10         | 1          | 1     | 0     | —       | —       | 11     | 1      |
| Totaal                                 | Totaal             | Totaal         | 124        | 13         | 12    | 3     | 4       | 2       | 140    | 18     |
| Carrièretotaal                         | Carrièretotaal     | Carrièretotaal | 127        | 13         | 12    | 3     | 4       | 2       | 143    | 18     |
| Bijgewerkt tot en met 25 december 2024 |                    |                |            |            |       |       |         |         |        |        |

1Overige officiële wedstrijden, te weten Niedersachsenpokal en playoffs.

## Interlandcarrière
Amenyido speelde als jeugdinternational meerdere interlands voor Duitsland. Op 12 oktober 2020 maakte hij zijn debuut voor Togo, in een vriendschappelijke wedstrijd tegen Soedan.
| Interlands van Etienne Amenyido voor Togo | Interlands van Etienne Amenyido voor Togo | Interlands van Etienne Amenyido voor Togo | Interlands van Etienne Amenyido voor Togo | Interlands van Etienne Amenyido voor Togo | Interlands van Etienne Amenyido voor Togo |
| №                                         | Datum                                     | Wedstrijd                                 | Uitslag                                   | Competitie                                | Goals                                     |
| Als speler van VfL Osnabrück              | Als speler van VfL Osnabrück              | Als speler van VfL Osnabrück              | Als speler van VfL Osnabrück              | Als speler van VfL Osnabrück              | Als speler van VfL Osnabrück              |
| ----------------------------------------- | ----------------------------------------- | ----------------------------------------- | ----------------------------------------- | ----------------------------------------- | ----------------------------------------- |
| 1                                         | 12 oktober 2020                           | Soedan – Togo                             | 1 – 1                                     | Vriendschappelijk                         | 0                                         |
| Als speler van SC Preußen Münster         |                                           |                                           |                                           |                                           |                                           |
| 2                                         | 6 september 2024                          | Togo – Liberia                            | 1 – 1                                     | Kwalificatie Afrika Cup                   | 0                                         |
| 3                                         | 9 september 2024                          | Equatoriaal-Guinea – Togo                 | 2 – 2                                     | Kwalificatie Afrika Cup                   | 0                                         |